# ブーゼック
ブーゼック (ドイツ語: Buseck) は、ドイツ連邦共和国ヘッセン州ギーセン郡に属す町村（以下、本項では便宜上「町」と記述する）である。ギーセンの東に位置する。

## 地理

### 隣接する市町村
ブーゼックは、北はシュタウフェンベルクとアレンドルフ (ルムダ)、東はラーベナウとライスキルヒェン、南はフェルンヴァルト、西はギーセンと境を接する。
行政機関はグローセン＝ブーゼック地区のブーゼッカー城に置かれている。ロマネスク様式の城館礼拝堂は、ブーゼック以外の住民も好んで結婚式に利用している。

## 歴史
自治体ブーゼックはヘッセン州の地域再編に伴って1977年1月1日に、それまで独立した町村であったアルテン＝ブーゼック、ボイエルン、グローセン＝ブーゼックが法律に基づいて合併し、成立した。それ以前の1971年10月1日にはすでに、トローエとオッペンロートがグローセン＝ブーゼックに合併していた
自治体ブーゼックは、以下の地区からなる。
| 地区名                 | 地区名        | 面積 (ha) | 人口（人） |
| ---------------------- | ------------- | --------- | ---------- |
| グローセン＝ブーゼック | Großen-Buseck | 1,608     | 5,205      |
| アルテン＝ブーゼック   | Alten-Buseck  | 970       | 4,075      |
| ボイエルン             | Beuern        | 966       | 2,250      |
| オッペンロート         | Oppenrod      | 320       | 1,129      |
| トローエ               | Trohe         | 23        | 753        |

ブーゼックの集落は、トローエを除いてブーゼッカー・タールに属している。この地域は、14世紀半ばに登場した帝国直轄地域であり、その行政機構はグローセン＝ブーゼックに置かれていた。この地域は、フォン・ブーゼック家とフォン・トローエ家の共同統治の形で統治されていた。城館はフォン・トローエ家の創設にまで遡る。城館は1458年のレーエン文書に初めて記録されている。

## 住民

### 宗教
ブーゼックには数多くの福音主義およびカトリックのキリスト教徒がいる。すべての地区に福音主義の教会組織がある。トローエの他は歴史的な教会堂を有している。グローセン＝ブーゼックには聖マリエン教区教会があり、ブーゼック、ライスキルヒェン、フェルンヴァルト、アレンドルフ (ルムダ) のカトリック信者の神事を担っている。オッペンロートには新使徒派教会組織がある。

## 行政

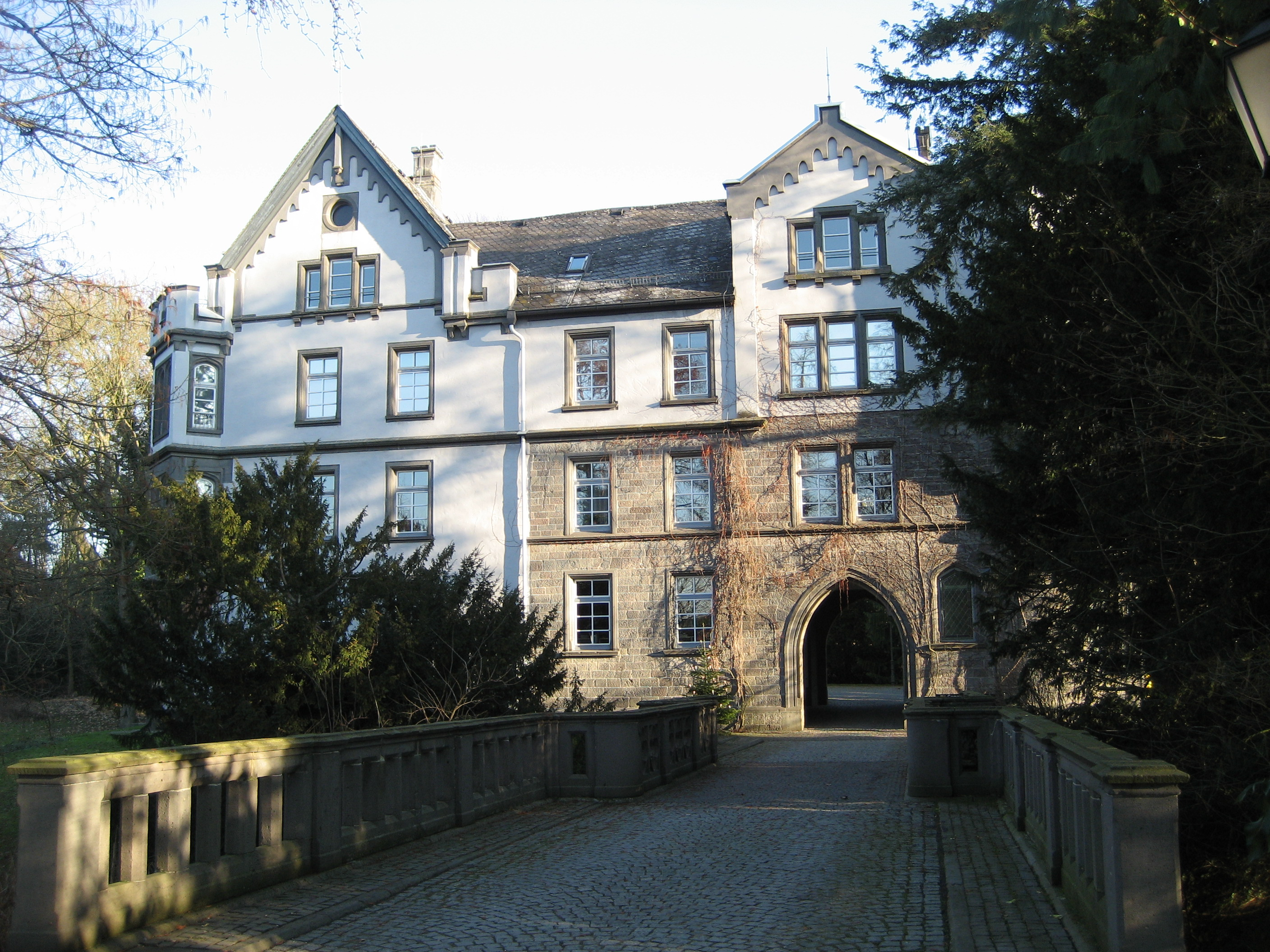
行政機関が入居しているブーゼック城

### 議会
2011年3月27日の選挙以降、ブーゼックの町議会は 37議席からなる。

### 首長
2015年6月14日に行われた町長選挙の結果、同年6月28日にディルク・ハース (SPD) とズーザンネ・ローゼマン (FWG) との間で決選投票が行われた。この選挙で、ディルク・ハースは 53.3 % の票を獲得して当選した。この選挙の投票率は 52.0 % であった
前町長のエルハルト・ラインル (FWG) は、2009年9月27日の選挙で 69.9 % の票を得て再選された。投票率は 78.3 % であった。

### 紋章
図柄: 金地（黄色地）と黒地に左右二分割。互いに反対の地色によるヤギの角。角は黒地と銀地（白地）に左右二分割され互いに反対の地色による三つ葉のクローバーを描いた、湾曲した三角図形の基部から突き出している。
フォン・ブーゼック家の別家系は紋章に雄羊の頭部を用いている。クローバーはトローエ家とノルデック・ツーア・ラーベナウ家の意匠である。

### 友好都市
- モルン（ドイツ語版、英語版）（オーストリア、オーバーエスターライヒ州）
- タート（ハンガリー語版、英語版）（ハンガリー、コマーロム・エステルゴム県）

## 経済と社会資本

### 交通
グローセン＝ブーゼック駅は、ギーセンとフルダとを結ぶフォーゲルスベルク鉄道に面している。
町内を連邦アウトバーン A5号線が通っており、ライスキルヒェン・インターチェンジに直接面している。また、連邦アウトバーン A485号線のギーセン＝ヴィーゼック・インターチェンジにも面している。連邦アウトバーン A480号線や連邦道 B49号線が町内を通っている。

### 教育
- 総合学校
  - IGS ブーゼッカー・タール
- 基礎課程学校
  - ゲーテ＝シューレ、グローセン＝ブーゼック
  - ボイエルン基礎課程学校
  - ホーフブルクシューレ、アルテン＝ブーゼック
- 特別学校
  - マルティン＝ルター＝シューレ、レッパーミューレ
- 成人教育
  - カトリック家族教育機関
- 音楽学校
  - ブーゼッカー・タール音楽学校

## 引用
1. ↑  Hessisches Statistisches Landesamt: Bevölkerung in Hessen am 31.12.2023 (Landkreise, kreisfreie Städte und Gemeinden, Einwohnerzahlen auf Grundlage des Zensus 2011)]
2. ↑  Gesetz zur Neugliederung des Dillkreises, der Landkreise Gießen und Wetzlar und der Stadt Gießen（2015年6月10日 閲覧）
3. ↑  Gerstenmeier, K.-H. (1977): Hessen. Gemeinden und Landkreise nach der Gebietsreform. Eine Dokumentation. Melsungen. p. 286
4. ↑  Noppes, Reinholz-Hein u. a., Das Schloß in Großen-Buseck. Geschichte eines adligen Burgsitzes, Frankfurt am Main 1997 ISBN 3-930612-15-1
5. ↑  ヘッセン州統計局: 2011年3月27日のブーゼック町議会議員選挙結果（2015年6月10日 閲覧）
6. ↑  ヘッセン州統計局: 2015年6月28日のブーゼック首長選挙結果（2015年7月10日 閲覧）
7. ↑  ヘッセン州統計局: 2009年9月27日のブーゼック町長選挙結果（2015年6月15日 閲覧）